# S/2004 S 17
S/2004 S 17 je jedním z měsíců Saturnu. Jeho objev oznámili Scott S. Sheppard, David C. Jewitt, Jan Kleyna a Brian G. Marsden v květnu roku 2005 na základně pozorování, které probíhalo od prosince 2004 až do března 2005. 
S/2004 S 17 má asi 4 kilometrů v průměru a obíhá Saturn ve vzdálenosti asi 19 099 000 kilometrů, oběh je retrográdní. Excentricita oběžné dráhy je 0,226, sklon k ekliptice činí 167 stupňů a oběžná doba je 985,45 dnů.